# (7695) Přemysl
(7695) Přemysl est un astéroïde de la ceinture principale.

## Description
(7695) Přemysl est un astéroïde de la ceinture principale. Il fut découvert le 27 novembre 1984 à l'Observatoire Kleť par Antonín Mrkos. Il présente une orbite caractérisée par un demi-grand axe de 2,30 UA, une excentricité de 0,26 et une inclinaison de 26,0° par rapport à l'écliptique.

## Compléments